# Polymixis isolata
Polymixis isolata är en fjärilsart som beskrevs av Ronkay och Uherkovich. Polymixis isolata ingår i släktet Polymixis och familjen nattflyn. Inga underarter finns listade i Catalogue of Life.